# Enicospilus daradae
Enicospilus daradae là một loài tò vò trong họ Ichneumonidae.